# Pygmaeorchis
Pygmaeorchis es un género que tiene asignada dos especies de orquídeas, originarias de Brasil.

## Descripción
Presenta pseudobulbos pequeños, globulares, recortado por vainas no  secas, a veces rotas en filamentos irregulares, con una sola hoja apical oblongo lineal, un poco carnosa. La inflorescencia es apical, con pequeñas flores solitarias, por lo general de color verde o púrpura.
El ovario de su flores es bastante grueso y grande, completamente cubierto de papilas, que cuando se observan, de inmediato se identifican las especies pertenecientes a este género. Los segmentos florales no se abren bien. Los sépalos y pétalos están ligeramente atenuados hacia la base, tienen la misma longitud, pero los pétalos mucho más estrechos que los sépalos. El labio es simple, ligeramente alargado, algo acuminado, con dos pequeños callos  pilosos en el disco, crecido a medio camino de la base de la columna.

## Distribución
El género Pygmaeorchis consta de dos especies de pequeñas epífitas de crecimiento cespitoso, es similar vegetativamente a los géneros Pinela y Homalopetalum. Se encuentran en el sudeste de Brasil, una registrada en Minas Gerais y la otra en Río de Janeiro.

## Evolución, filogenia y taxonomía
Fue propuesto por Alexander Curt Brade en Arquivos do Serviço florestal 1(1): 42,, en 1939, cuando describió Pygmaeorchis brasiliensis, su especie tipo. 

## Taxonomía
El género fue descrito por Alexander Curt Brade y publicado en Arquivos do Servico Florestal 1(1): 42. 1939.
Etimología
Pygmaeorchis nombre genérico que es una referencia al diminuto tamaño de su especie. Es una especie muy rara.
Filogenia
En su análisis de la filogenia de Laeliinae publicado en 2000 en Lindleyana por Cássio Van den Berg et al. Pygmaeorchis, no se ha estudiado, sin embargo, como su morfología sugiere,  deben estar ubicadas cerca de los géneros Leptotes e Isabelia. Su situación exacta sigue siendo incierta por ahora.

## Especies
- Pygmaeorchis brasiliensis Brade (1939)
- Pygmaeorchis seidelii Toscano & Moutinho (1981)